# 朝鮮教育史
朝鮮半島の教育に関する歴史研究。

## 概要
日本における朝鮮教育史研究では、大韓帝国末期～日本統治期における業績が比較的多く蓄積されている。
研究テーマは様々であるが、おもなものに、初等教育の普及過程や教員、京城帝国大学、日本語教育、女子教育、「同化教育」などがある。
（「東洋教育史の研究動向」（『日本の教育史学』、教育史学会）各年度参照。）